# Несусветное
«Несусветное» — третий сольный альбом Влади из группы «Каста», выпущенный в 2015 году.

## Критика
Несмотря на название, альбом, в основном, содержит рассуждения об обыденной жизни. Начинается он с композиций о внутреннем мире и победе над самим собой «Люблю это место», «Перемены», «Чемпион мира»; эта тема продолжается лирическими композициями на тему отношений «Потому что» и «Скоро буду». Далее Влади отходит от описания внутреннего мира и переходит к описанию мира внешнего. В треке «Карго-культ» он рассказывает о распространённости имитационных верований в жизни. В последующих композициях Влади, используя подростковую лексику, «поёт о 40-летних, представляя себя 20-летним». Финальным же треком «Механизм иллюзии» Влади напоминает, что он гораздо более взрослый, чем он демонстрирует в большинстве песен альбома.

## Список композиций
| №                   | Название                         | Длительность |
| ------------------- | -------------------------------- | ------------ |
| 1.                  | «Люблю это место»                | 2:59         |
| 2.                  | «Перемены»                       | 3:49         |
| 3.                  | «Чемпион мира»                   | 3:10         |
| 4.                  | «Вот бы повезло»                 | 3:38         |
| 5.                  | «Потому что»                     | 3:58         |
| 6.                  | «Скоро буду»                     | 3:01         |
| 7.                  | «Карго-культ»                    | 3:58         |
| 8.                  | «Это был прогон»                 | 3:23         |
| 9.                  | «Сбежать, умереть и воскреснуть» | 3:52         |
| 10.                 | «По-хорошему»                    | 3:30         |
| 11.                 | «Зеркало»                        | 3:22         |
| 12.                 | «Механизм иллюзии»               | 3:46         |
| Общая длительность: | Общая длительность:              | 42:33        |

## Видео
- 2015 —  «Чемпион мира» (реж. Виктор Вилкс)
- 2015 —  «Перемены» (реж. Юрий Карих)
- 2016 —  «Люблю это место» (реж. Алексей Боченин)